# Yolanda Castaño

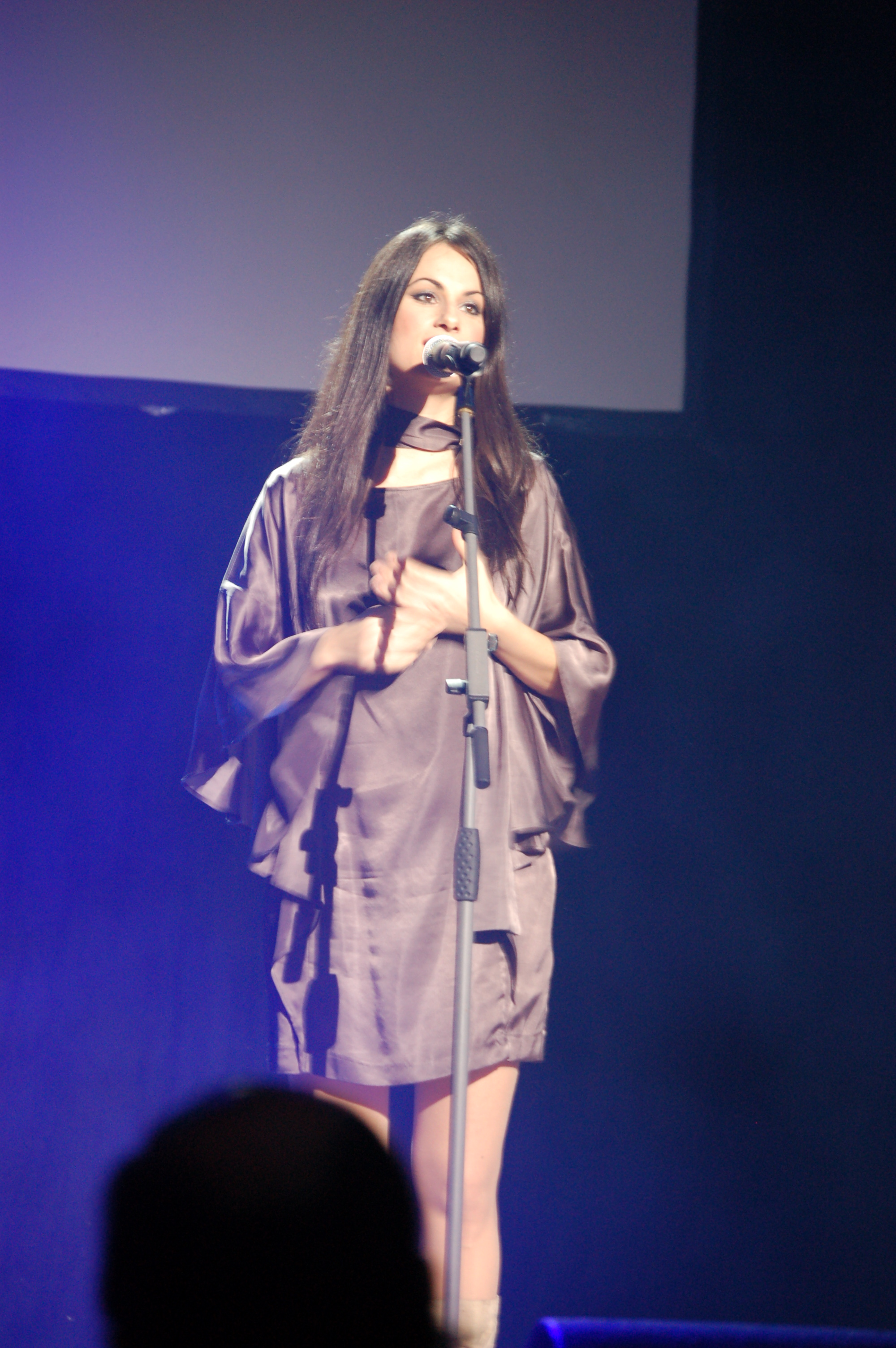
Yolanda Castaño

Yolanda Castaño Pereira (* 19. April 1977 in Santiago de Compostela) ist eine galicische Autorin, Malerin und Literaturkritikerin.

## Leben
1990 ging Yolanda Castaño Pereira nach A Coruña und studierte spanische Philologie an der Universität A Coruña.
Sie übersetzte ihre Gedichte auf Spanisch und sie war Direktorin der Asociación de Escritores en Lingua Galega (Verein der Dichtung in galicischer Sprache, AELG) und Letras de Cal.
Sie arbeitete für verschiedene Publikationen wie  Festa da palabra silenciada, Dorna, A xanela, Clave Orión, La Flama en el Espejo, Quimera, O Correo Galego (El Correo Gallego), A nosa terra, Elipse, Enclave, El Mundo…
Sie ist die Direktorin der Revue Valdeleite mit Olga Novo und sie arbeitet in der Fernsehsendung Des chiffres et des lettres bei  TVG.

## Werke
- Elevar as pálpebras. La Coruña: Espiral Maior, 1995.
- Delicia. La Coruña: Espiral Maior, 1998.
- Vivimos no ciclo das erofanías. La Coruña: Espiral Maior, 1998.
- Edónica. La Coruña: Espiral Maior, 2000.
- O libro da egoísta. Vigo: Galaxia S.A., 2003.
- Libro de la egoísta. Madrid: Visor, 2006.
- Profundidade de Campo. La Coruña: Espiral Maior, 2007
- Erofanía, Espiral Maior, 2009
- A segunda lingua, PEN Clube de Galicia, 2014

## Ehrungen/Preis
- Premio Antonio García Hermida
- Premio Atlántida (1993)
- Premio Francisco Fernández del Riego
- III Premio Fermín Bouza Brey (1994)
- II Premio de Poesía John Carballeira (1997)
- Premio de la Crítica de poesía gallega (1998)
- Premio de poesía Espiral Maior (2007)
- Aufenthaltsstipendien in München und Rhodos (2011)
- Aufenthaltsstipendium in Peking (2014)[3]